# Aeroport de Santiago-Rosalía de Castro
L'Aeroport de Santiago-Rosalía de Castro (codi IATA: SCQ, codi OACI: LEST), antigament conegut com a Aeroport de Lavacolla, és a 16 quilòmetres de Santiago de Compostel·la, a la localitat d'A Lavacolla, entre els municipis de Santiago, Boqueixón i O Pino.

## Història
L'origen de l'aeroport de Santiago-Rosalía de Castro el trobem l'any 1932, quan un grup d'aficionats de l'aeronàutica construeixen un aeroclub a la ciutat, concretament al terme municipal d'A Lavacolla. En els seus inicis, l'aeroport tenia tres zones d'aterratge formant un triangle de pistes de dimensions 1100 per 200 m, 950 per 150 m i 600 per 125 m.

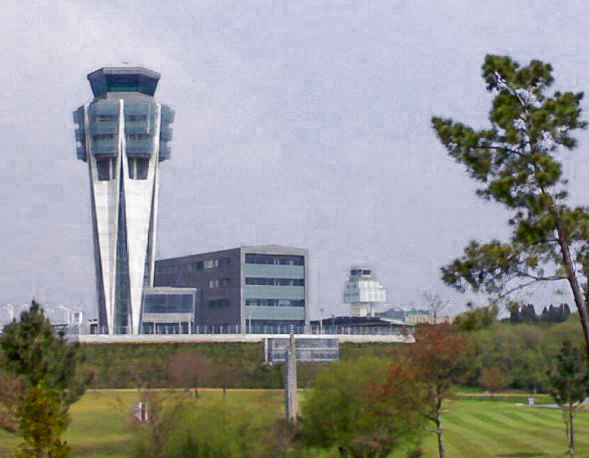
Torre de control de l'aeroport.

L'aeroport guanya protagonisme militar amb la Guerra civil espanyola, i no és fins al 1937 quan s'inicien els serveis comercials regulars, amb la línia Santiago-Salamanca-Valladolid-Saragossa, operant en un aeroport que només tenia una barraca de fusta per albergar els passatgers.
Entre 1939 i 1940 un grupo de 388 treballadors, presoners polítics, van treballar en la construcció de l'aeroport i en l'ampliació de les pistes.
El 1948 es van iniciar les obres d'asfaltat de la pista i el 1953 es van construir la pista de rodament i l'estacionament. No és fins a la dècada dels anys 60 quan podem parlar d'un gran aeroport comercial, ja que és en aquesta època quan es realitzen obres d'especial transcendència, com el parc contra incendis, la nova torre de control, millores a les pistes d'aterratge i rodament, i es construeix la nova terminal de passatgers.
Els anys 80 es construeix la terminal de càrrega, que s'amplia posteriorment a causa de la forta demanda de mercaderies que pateix Santiago per l'aire. Un factor fonamental en l'operativitat de l'aeroport va ser la instal·lació del sistema ILS Cat II/III l'any 1993, que permet a l'aviació operar en condicions meteorològiques de baixa visibilitat i reduir així les cancel·lacions i desviaments de vols.
Cal destacar també la importància de l'Any Sant Compostel·là (que se celebra quan el 25 de juliol coincideix en diumenge) per a l'aeroport, ja que sempre s'han realitzat importants millores en aquestes dates. Amb motiu de l'Any Sant de 2010 es va construir una nova terminal de passatgers, substituint a l'antiga, que ha quedat inoperativa.

## Aerolínies i destinacions
- Aer Lingus: Dublín (estacional)

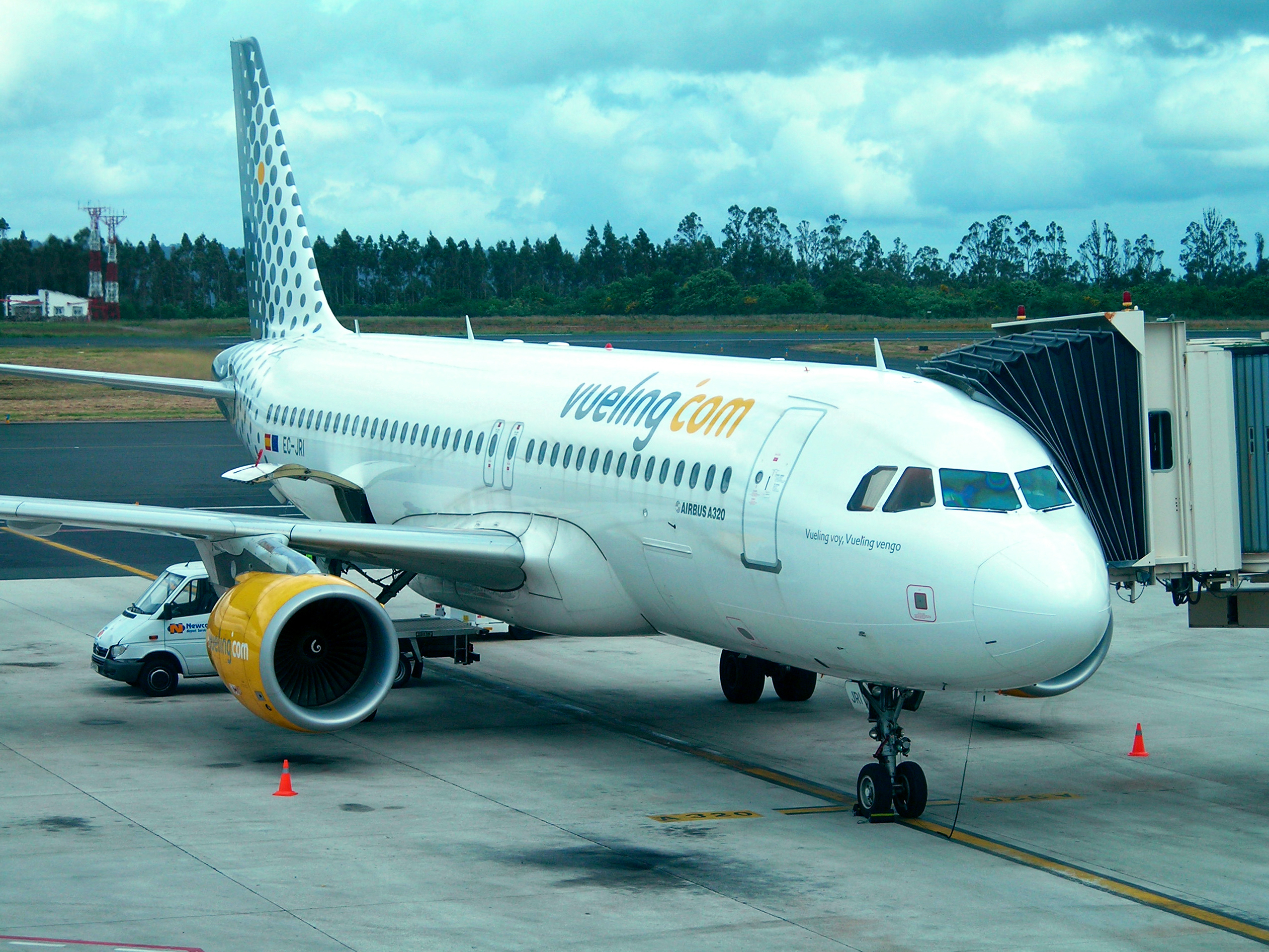
Airbus A320 de Vueling estacionat a l'aeroport.

- Air Europa: Fuerteventura (estacional), Gran Canària, Lanzarote, Palma, Tenerife Sud
- Easyjet: Londres-Gatwick
- EasyJet Switzerland:	Basilea, Ginebra
- Iberia Express: Madrid-Barajas
- Iberia (operat per Air Nostrum): Bilbao, Madrid-Barajas, Tenerife Nord, Gran Canària (estacional), Palma (estacional), Lanzarote (estacional), Fuerteventura (estacional), València (estacional)
- Ryanair: Alacant, Barcelona, Gran Canària, Hahn, Lanzarote, Londres-Stansted, Madrid-Barajas, Màlaga-Costa del Sol, Palma, Tenerife Sud, València, Sevilla, Bèrgam-Orio al Serio (estacional)
- Turkish Airlines: Istanbul-Atatürk (estacional), Bilbao
- Vueling: Barcelona, Màlaga-Costa del Sol (estacional), París-Charles de Gaulle (estacional), Zuric (estacional)

## Estadístiques
Des de la implantació a l'aeroport de companyies de baix cost, com Ryanair, Vueling o EasyJet, l'aeroport ha experimentat un augment progressiu del nombre de passatgers. Així, en els últims anys ha anat guanyant terreny a la resta d'aeroports gallecs (la Corunya i Vigo) a causa de la seva posició central, oferta de destins més àmplia i suport autonòmic.
És el 17è aeroport en la classificació a nivell estatal de tràfic aeri i el 12è de la península Ibèrica (dades de 2012).
Durante l'any 2012 es va produir una disminució del nombre de passatgers del 10,9%.
Respecte al nombre de mercaderies transportades, destaca un fort descens en els últims anys passant de 6.733.877 kg l'any 2000 a 1.815.840 kg el 2012.
| 2000       | 1.332.896 | 6.733.877 | 19.660 |
| 2001       | 1.281.334 | 6.288.793 | 19.084 |
| 2002       | 1.240.730 | 5.716.382 | 17.362 |
| 2003       | 1.381.826 | 5.318.564 | 18.454 |
| 2004       | 1.580.675 | 4.938.613 | 21.593 |
| 2005       | 1.843.118 | 3.805.386 | 25.693 |
| 2006       | 1.994.519 | 2.587.799 | 24.712 |
| 2007       | 2.050.121 | 2.749.984 | 24.637 |
| 2008       | 1.917.466 | 2.418.798 | 21.945 |
| 2009       | 1.944.068 | 1.988.641 | 20.166 |
| 2010       | 2.172.869 | 1.964.349 | 21.247 |
| 2011       | 2.464.431 | 1.787.504 | 22.317 |
| 2012       | 2.194.611 | 1.815.840 | 19.509 |
| Font: AENA |           |           |        |

Plantilla:–